# Huile de synthèse
 (octobre 2016).
Si vous disposez d'ouvrages ou d'articles de référence ou si vous connaissez des sites web de qualité traitant du thème abordé ici, merci de compléter l'article en donnant les références utiles à sa vérifiabilité et en les liant à la section « Notes et références ».

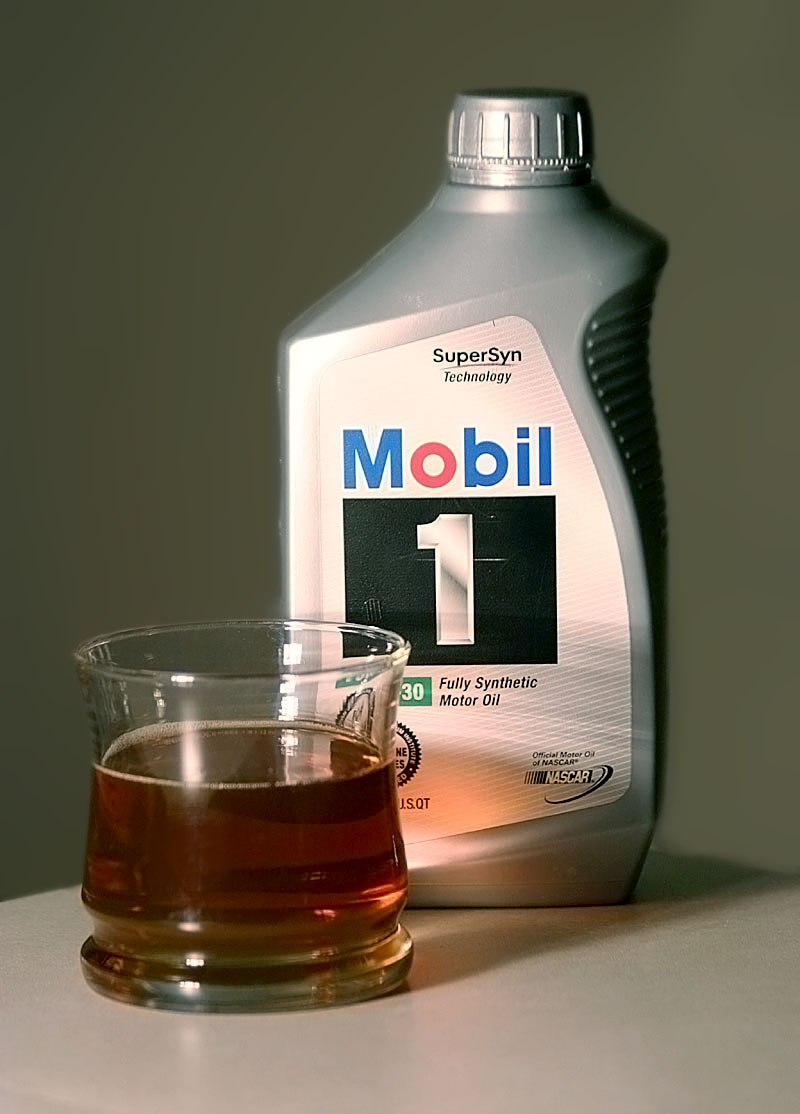
De l'huile moteur synthétique « Mobil 1 »

La base lubrifiante d'une huile de synthèse est obtenue par synthèse chimique à partir de molécules judicieusement sélectionnées, ou par hydrocraquage d'une huile minérale. Cette base synthétique est un mélange constitué de molécules nobles de tailles homogènes.
Il est à signaler que, sauf en Allemagne, il n'existe pas de définition précise du terme « huile de synthèse », qui n'a aucune valeur technique ni juridique dans le domaine. Le terme « synthèse » s'appliquait historiquement aux huiles « synthétisées » à base de polymères. Il est devenu aujourd'hui un terme marketing synonyme de performance. Les lubrifiants issus d'huiles minérales sévèrement raffinées sont aujourd'hui qualifiés de synthétiques.[réf. souhaitée]
Les huiles synthétiques issues de polymérisation sont apparues durant la Seconde Guerre mondiale essentiellement du fait de la pénurie en hydrocarbures.

## Description
Les qualités d'une huile de synthèse sont les suivantes :
- elle est globalement meilleure qu'une huile minérale ; elle est moins sensible à l'usure (oxydation, modification de viscosité) que cette dernière[2] ;
- très polyvalente (multigrade), elle peut être utilisée à très basse ou haute température. Par exemple, une huile synthétique de grades 0W40 ou 5W50 est stable, peu sensible à la température : sa viscosité varie peu avec la température ; les performances lubrifiantes sont conservées des très basses (jusqu'à −25 °C pour une huile 5W40 et −30 °C pour une 0W40) aux très hautes températures (indispensable pour les moteurs turbocompressés)[3]. L'indice de viscosité d'une huile de synthèse de base non silicone varie de 100 à 250[1] ;
- du fait de sa qualité intrinsèque, elle nécessite moins d'additifs que les autres types d'huile ; elle montre une meilleure stabilité d'origine qu'une huile minérale, dont la base est un mélange de milliers d'hydrocarbures de différentes tailles.

Son principal défaut est son prix plus élevé que celui des huiles minérales. Une huile semi-synthétique, mélange d'une minérale et d'une synthétique, offre un compromis entre qualité et coût.
Il est important de signaler qu'un moteur conçu à l'origine pour des huiles minérales conventionnelles, en particulier un moteur fabriqué avant l'apparition massive des huiles synthétiques dans les années 1990, peut ne pas bénéficier de l'utilisation de ces dernières.
De nombreux modèles de collection (avions à moteur en étoile, motos et voitures anciennes), restaurés ou refabriqués à l'origine, conçus à l'époque des huiles minérales conventionnelles (origine pétrolière du groupe I, végétales voire animales), ont vu leur longévité décuplée par l'usage d'huiles synthétiques modernes (mélanges de groupes III, IV et V)[réf. nécessaire], moins sujettes à l'émulsion, oxydation et à la formation de boues, plus protectrices face à l'usure.
Beaucoup d'huiles vendues comme « 100 % synthétiques » sont en réalité des minérales hydrotraitées d'après leurs fiches de sécurité, parfois disponibles sur les sites des fabricants. Les performances sont quasi-égales à celles de vraies synthétiques (ex. : polyalphaoléfine, polyolester) mais elles coûtent beaucoup moins cher à fabriquer. Certains fabricants l'assument, une vraie synthétique est vendue comme « 100 % Synthèse », une fausse comme une « HC-Synthèse », « HC » pour hydrocraquée[réf. nécessaire].

## Fréquence des vidanges d'une huile moteur
- Une huile synthétique a une durée de vie supérieure à une huile minérale ; elle nécessite une vidange moins fréquente[2]. L'huile synthétique s'use moins vite qu'une minérale, en revanche elles se chargent en contaminants à la même vitesse (acides résultant de la combustion de carburant, métaux d'usure).
- La fréquence des vidanges d'une huile moteur dépend aussi de l'utilisation du véhicule (surtout en ville), du mode de refroidissement du moteur et de la condensation d'eau[1] pendant l'immobilisation[2].

Il est conseillé de vidanger un moteur (et de remplacer le filtre à huile) dont le lubrifiant a séjourné plus d'un à deux ans dans le bloc, même sans avoir fait un gros kilométrage ou usage.